# 下野敏見
下野 敏見（しもの としみ、1929年（昭和4年）4月4日 - 2022年3月10日）は、日本の民俗学者、文学博士。鹿児島大学教授、鹿児島純心女子大学教授を歴任。南日本地方の民俗研究の第一人者であり、日本民俗学会の権威ともいわれる。

## 経歴
鹿児島県川辺郡知覧町（現在の南九州市）出身。鹿児島県立川辺高等学校、鹿児島大学文理学部社会学科卒業。大学卒業後は県内各地の高等学校の教諭を経て、鹿児島大学法文学部教授、鹿児島純心女子大学教授を務める。高校教員時代から夏休みのたびに屋久島を訪ね、古老の話者を探して昔話を聞き続けた。その後もフィールドワークを信条に県内外を歩き続け、民俗学の研究に情熱を注いでおり、南九州から沖縄県に至る地域で、長年にわたって民俗調査を行なっている。
第1回柳田賞受賞、第52回南日本文化賞受賞。著書は『田の神と森山の神』『御田植祭りと民俗芸能』『南九州の伝統文化』『奄美・吐カ喇の伝統文化』『屋久島の民話』『鹿児島ふるさとの昔話』など、多数に昇る。
2022年3月10日午後11時42分、老衰のため鹿児島県鹿児島市下伊敷の自宅で死去。92歳没。

## 著書
- 『タネガシマ風物誌 鉄砲伝来の島』（未来社、1969年）
- 『生きている民俗探訪鹿児島』（第一法規出版、1979年）
- 『南西諸島の民俗 1 - 2』（法政大学出版局、1980年 - 1981年）
- 『南九州の民俗芸能』（未来社、1980年）
- 『種子島の民俗 1 - 2』（法政大学出版局、1982年 - 1990年）
- 『トビウオ招き にっぽん文化を薩南諸島に探る 種子島・屋久島・奄美諸島・トカラ列島の民俗』（八重岳書房、1984年）
- 『カミとシャーマンと芸能 南九州の民俗を探る』（八重岳書房、1984年）
- 『南日本民俗の探究』（八重岳書房、1986年）
- 『ヤマト文化と琉球文化 南の島々の生活行事に映った日本文化の古層地図』（21世紀図書館、PHP研究所、1986年）
- 『東シナ海文化圏の民俗 地域研究から比較民俗学へ』（未来社、1989年）
- 『ヤマト・琉球民俗の比較研究』（法政大学出版局、1989年）
- 『鹿児島の民俗文化 その秘奥にせまる』（丸山学芸図書、1990年）
- 『さつま路の民俗学』（丸山学芸図書、1991年）
- 『フォークロア南九州 基層文化の探究』（丸山学芸図書、1992年）
- 『フォークロアは生きている』（丸山学芸図書、1994年）
- 『日本列島の比較民俗学』（吉川弘文館、1994年）
- 『民俗学から原日本を見る』（吉川弘文館、1999年）
- 『御田植祭りと民俗芸能（隼人の国の民俗誌 2）』（岩田書院、2004年）
- 『田の神と森山の神（隼人の国の民俗誌 1）』（岩田書院、2004年）
- 『屋久島の民話 緑の巻（屋久島の民話シリーズ）』（南方新社、2005年）
- 『南九州の伝統文化 1（祭礼と芸能、歴史）』（鹿児島県の伝統文化シリーズ、南方新社、2005年）
- 『南九州の伝統文化 2（民具と民俗、研究）』（鹿児島県の伝統文化シリーズ、南方新社、2005年）
- 『奄美・吐[カ]喇の伝統文化 祭りとノロ、生活』（鹿児島県の伝統文化シリーズ、南方新社、2005年）
- 『鹿児島ふるさとの昔話』1 - 3（南方新社、2006年 - 2015年）
- 『屋久島の民話 紅の巻（屋久島の民話シリーズ）（南方新社、2006年）
- 『屋久島、もっと知りたい 人と暮らし編』（南方新社、2006年）
- 『南日本の民俗文化誌 1（鹿児島昔話集）』（南方新社、2009年）
- 『南日本の民俗文化誌 2（鹿児島の棒踊り）』（南方新社、2009年）
- 『南日本の民俗文化誌 3（トカラ列島）』（南方新社、2009年）
- 『南日本の民俗文化写真集 3（トカラ列島）』（南方新社、2010年）
- 『南日本の民俗文化誌 12（南から見る日本民俗文化論）』（南方新社、2010年）
- 『南日本の民俗文化誌 5（種子島民俗芸能集）』（南方新社、2010年）
- 『南日本の民俗文化誌 9（南九州の民俗文化誌）』（南方新社、2011年）
- 『南日本の民俗文化誌 4（屋久島の民俗文化）』（南方新社、2011年）
- 『南日本の民俗文化誌 11（南日本の民俗文化誌）』（南方新社、2012年）
- 『南日本の民俗文化誌 10（奄美諸島の民俗文化誌）』（南方新社、2013年）
- 『南日本の民俗文化誌 8（南日本の民俗芸能誌 北薩西部編）』（南方新社、2013年）
- 『南日本の民俗文化誌 7（南日本の民俗芸能誌 北薩東部編）』（南方新社、2014年）
- 『南日本の民俗文化誌 6（南日本の民俗芸能誌 全県編）』（南方新社、2016年）
- 『南日本の民俗文化写真集 4』（南方新社、2017年）

### 編著
- 『種子島の民話』第1 - 2集（日本の民話 編、未来社、1962年）
- 『屋久島の民話』第1 - 2集（日本の民話 編、未来社、1964年 - 1965年）
- 『種子島の昔話 1（昔話研究資料叢書 編著、三弥井書店、1980年）
- 『民俗宗教と生活伝承 南日本フォークロア論集』編 （岩田書院、1999年）
- 『鹿児島の湊と薩南諸島』（街道の日本史、松下志朗共編、吉川弘文館、2002年）